# Stanisław Findeisen

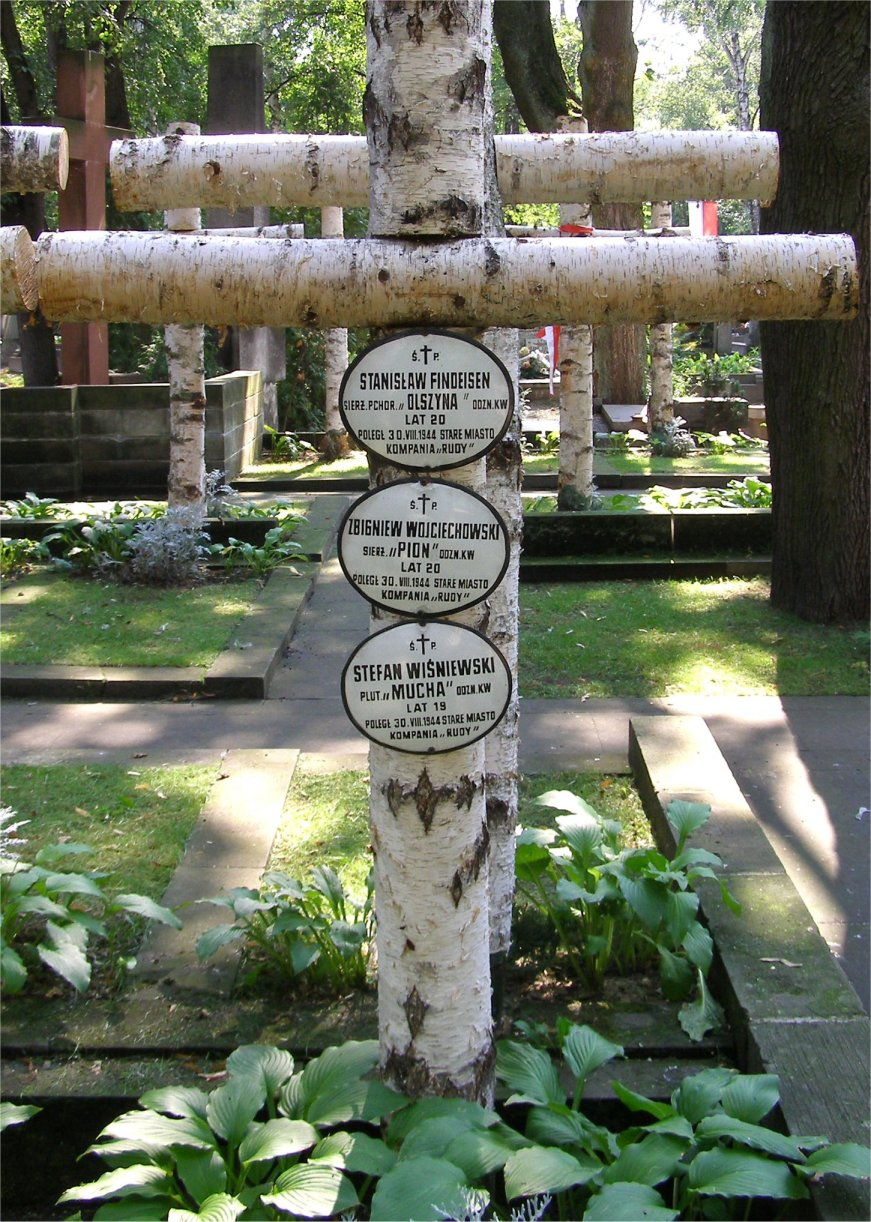
Mogiła na Powązkach

Stanisław Roman Findeisen ps. Olszyna (ur. 7 października 1924 w Toruniu, zm. 30 sierpnia 1944 w Warszawie) – sierżant podchorąży, uczestnik powstania warszawskiego w 2. kompanii „Rudy” III plutonie „Felek” batalionu „Zośka” Armii Krajowej. Syn Stanisława.

## Życiorys
Podczas okupacji działał w polskim podziemiu zbrojnym.
Poległ 30 sierpnia 1944 w walkach powstańczych w budynku „Fiata” przy ul. Sapieżyńskiej. Miał 20 lat. Pochowany w kwaterach żołnierzy i sanitariuszek batalionu „Zośka” na Wojskowych Powązkach w Warszawie wraz z sierż. Zbigniewem Wojciechowskim i plut. Stefanem Wiśniewskim (kwatera A20-3-11).
Odznaczony Krzyżem Walecznych.